# Dominó (álbum de 1990)
Dominó é o quinto álbum de estúdio do grupo de música pop brasileira Dominó. Lançado em 1990, trata-se do primeiro a ser lançado com a formação de um trio, do qual faziam parte: Afonso Nigro, Marcelo Rodrigues e Marcos Quintela.
Produzido por Oscar Gomez, o álbum teve gravações realizadas entre o Brasil, Espanha e Inglaterra, e buscou refletir um tom mais maduro, com influências do pop adulto de artistas como Pet Shop Boys e letras abordando temas como ecologia e a superficialidade do romantismo moderno. Combinando baladas e dance music, o álbum foi promovido com os singles "Maria" e "Leilão", e uma turnê de sucesso no Brasil, mas suas vendas ficaram aquém das expectativas.

## Produção e gravação
A produção do álbum ficou a cargo de Oscar Gomez que havia produzido todos os álbuns do grupo até então. Parte das gravações ocorreram no estúdio Impressão Digital, no Rio de Janeiro, enquanto algumas canções foram gravadas no estúdio Circus, em Madrid, na Espanha e outras no Roundhouse Studios, em Londres. Enquanto estavam acompanhando o processo de mixagem na Espanha, o grupo recebeu das mãos de Gomez um disco de platina pelas vendas da coletânea de sucessos Hits, que foi lançada em 1989.
Em 12 de fevereiro de 1990, o jornal Correio Braziliense informou que o trio tinha finalizado as gravações das faixas nos estúdios da gravadora Continental para o seu quinto álbum de estúdio, e que os integrantes iniciaram uma mudança no visual que seria usado na divulgação do trabalho. O lançamento do álbum foi anunciado para o dia 15 de abril do mesmo ano.

## Repertório
O repertório, segundo alguns críticos de música, buscou alcançar um tom mais maduro, refletindo a idade dos integrantes que estavam na casa dos 18 anos. Para tanto, a sonoridade de canções como "Sue Ann Lee" tentou emular alguns artistas de sucesso com o público adulto, como o Pet Shop Boys, ao passo que em algumas letras houve um tratamento de questões mais complexas, como a de "Planeta Careta" que brada pela proteção à ecologia, e "Leilão" que apregoa a falta de romantismo do mundo moderno.
O álbum explora diferentes gêneros musicais, tais como como baladas e dance music.

## Divulgação
Como forma de divulgação foram lançados dois singles: o primeiro foi o da faixa "Maria", que segundo o Jornal dos Sports agradou ao público e contribuiu para o sucesso de vendas do álbum. O segundo foi o da faixa "Leilão" cujo LP promocional foi levado as rádios. Uma turnê que contou com shows por diversas cidades brasileiras obteve bastante sucesso.
Os trabalhos de divulgação encerraram-se em junho de 1990. Em 1991, o integrante Afonso Nigro saiu do grupo para iniciar sua carreira solo como cantor.

## Desempenho comercial
Em entrevista ao Domingo Espetacular, em 2022, o integrante Afonso Nigro disse que o motivo de sua saída foi por "necessidade".  Segundo ele, as vendas do disco de 1990 foram inferiores em comparação com seus antecessores, sendo o único a não ganhar um disco de ouro. Além disso, ele queria investir em sua carreira solo e seguiu para o teatro musical.

## Lista de faixas
Créditos adaptados do LP Dominó, de 1990.
| Lado 1 |                   |                                                                                               |                                                 |         |  |
| N.º    | Título            | Compositor(es)                                                                                | Versões originais                               | Duração |  |
| 1.     | "Maria"           | Marcelo Molina, Gustavo Márquez, Teddy Jaurén, versão de Biafra, Aloysio Reis                 | "María" de Franco                               | 4:22    |  |
| 2.     | "Felicidade Já"   | Carmelo López Ramírez, versão de Edgard Poças                                                 | "Algo de felicidad" de El Norte                 | 3:28    |  |
| 3.     | "Tanto Tempo Faz" | Tavito, Ricardo Magno                                                                         |                                                 | 3:34    |  |
| 4.     | "Planeta Careta"  | Jaime Urrutia, Fernando Presas, Eduardo Rodríguez Clavo, Esteban Hirschfield, versão de Poças | "La sangre de tu tristeza" de Gabinete Caligari | 3:21    |  |
| 5.     | "Ao Seu Lado"     | Frederico Lopes, Poças                                                                        |                                                 | 4:19    |  |

| Lado 2 |                                |                                  |                                                            |         |  |
| N.º    | Título                         | Compositor(es)                   | Versões originais                                          | Duração |  |
| 1.     | "Leilão"                       | Mariano Pérez, Poças             |                                                            | 4:11    |  |
| 2.     | "Alien Divino"                 | Fernando Girão, versão de Poças  | "Alien divino" de Germán Coppini                           | 4:30    |  |
| 3.     | "Trabalhando Com a Britadeira" | José Luis Moro, versão de Poças  | "Trabajando en la carretera" de Un Pingüino En Mi Ascensor | 4:14    |  |
| 4.     | "Sue Ann Lee"                  | Poças, Paul Mounsey              |                                                            | 4:27    |  |
| 5.     | "Nocaute"                      | Michael Sullivan, Paulo Massadas |                                                            | 3:40    |  |

## Créditos
Informações extraídas do encarte do LP
- Gravado nos estúdios: Impressão Digital (Rio de Janeiro); Circus (Madrid); Roundhouse Studios (Londres)
- Técnicos de gravação: Trevor Hallesy (Londres); Jorge Gomez Garcia (Madrid); Eduardo Costa (Rio de Janeiro)
- Músicos:
  - Bateria: Neil Wilkinson e Ralph Salmi
  - Baixo: Paul Westwood
  - Guitarras: Mich Dalton, Rick Bolton, Nigel Jenkins, Celso Fonseca e Tony Carmona
  - Teclados: Carlos Gomez, Javier Losada, Bob Painter e Kornell Kovacs
  - Percussão: Henry Diaz
  - Coro: Fernando Adour, Caio Flávio e Márcio Lott
- Fotos: Sérgio Nedal
- Direção de arte: Carlos Nunes
- Arte-Final: Júlio Lapenne